# Sjöförklaring
Sjöförklaring är en juridisk prövning vid svårare olyckor inom sjöfarten

## Sjöförklaring i olika länder

### Norge
Fram till 1 juli 2008 hade Norge ett motsvarande system till det svenska, med historiska rötter i medeltidens Rôles d’Oleron och Visby sjörätt. I och med avskaffandet skedde en uppdelning, där Sjøfartsdirektoratet inhämtar erfarenheter och samlar dem i en kunskapsbank för vidare spridning, Statens havarikommisjon for transport sköter själva utredningen av förlopp och orsaker, medan Politiet hanterar det straffrättsliga.

### Sverige
I Sverige regleras sjöförklaringen av 18 kap. 6 § sjölagen (1994:1009). Av denna följer att sjöförklaring skall hållas för ett svenskt handelsfartyg eller fiskefartyg när:
- någon, medan fartyget var på väg, i samband med fartygets drift har eller kan antas ha avlidit eller fått svår kroppsskada,
- i annat fall i samband med fartygets drift någon ombordanställd eller någon annan som följer med fartyget har eller kan antas ha avlidit eller fått svår kroppsskada,
- någon som avlidit ombord har begravts i sjön,
- allvarlig förgiftning har eller kan antas ha inträffat ombord,
- fartyget har sammanstött med ett annat fartyg eller stött på grund,
- fartyget har försvunnit eller övergetts i sjön,
- i samband med fartygets drift skada av någon betydelse har eller kan antas ha uppkommit antingen på fartyget eller, medan fartyget var på väg, på egendom utanför fartyget, eller
- brand, explosion eller förskjutning av någon betydelse har inträffat i lasten.

Sjöförklaringen äger normalt rum vid den tingsrätt, som är behörig sjörättsdomstol i det aktuella fallet. Sjöförklaringen skall på ett uttömmande sätt behandla och redovisa alla kända fakta i målet. Ett protokoll upprättas, men ingen dom meddelas vid detta tillfälle. Beroende på omständigheterna händer ibland, att sjöförklaringen kan äga rum först efter tämligen lång tid efter inträffad fartygsolycka.
En första åtgärd (kortast möjliga tid) efter en fartygsolycka är att hålla ett sjöförhör med överlevande inblandade personer och eventuella vittnen. Sjöförhör kan exempelvis äga rum på det svenska konsulatet i den utländska hamnstad dit de överlevande först anländer. Protokollet från sjöförhöret bifogas handlingarna vid den sjöförklaring som följer. Till exempel finns i Sjöhistoriska museets samlingar protokollet från generalkonsul Stig Lagercrantz sjöförhör 1942 i Havanna efter M/S Blankaholms torpedering.